# Xanthorhoe mikenaria
Xanthorhoe mikenaria là một loài bướm đêm trong họ Geometridae.